# سسیل برونینگ
سسیل برونینگ (انگلیسی: Cecil Browning; ۲۹ ژانویهٔ ۱۸۸۳ – ۲۳ مارس ۱۹۵۳) تنیس‌باز اهل بریتانیا بود.